# Група за развитие (ООН)
Групата за развитие на ООН (на английски: United Nations Development Group), съкратено ГРОН (UNDG), е консорциум от специализирани органи на Организацията на обединените нации.
Създаден е в резултат от реформата, проведена от генералния секретар Кофи Анан на Организацията на обединените нации през 1997 г. с цел да се подобри ефективността на дейностите на ООН в областта на развитието.
Стратегическите приоритети са да се отговори на Тригодишния подробен политически преглед и на глобалните приоритети за развитие и да се гарантира, че системата на ООН за развитие става все по-вътрешно съсредоточена и съгласувана. ГРОН разработи и прие пакет от стратегически приоритети за периода 2010-2011 г. Стратегическите приоритети на UNDG дават насока на членовете ѝ на глобално, регионално и национално равнище за улесняване на качествената промяна и въздействие за подкрепа на ООН на ниво държава.
ГРОН обединява 32 агенции на ООН и групи, плюс 5 наблюдатели, работещи по различни или сходни проблеми на развитието – такива като Програмата на ООН за развитие (ПРООН, UNDP), Международната организация по труда (МОТ, ILO) и др.
Днес ГРОН е сред основните участници в процеса на ООН за програмата на развитие Post-2015.

## История
През 1997 г. по инициатива на генералния секретар Кофи Анан е проведено обсъждане в рамките на ООН да се обединят всички агенции, фондове и програми за развитие към ООН, които да работят заедно по въпросите за развитие, тъй като многобройните програми за развитие към ООН, фондове и специализирани агенции навлизаха в дейностите си помежду си. Първоначалното предложение е било да се слеят УНИЦЕФ, Световната програма по храните и Фонда за населението (УНФПА) в ГРОН.

## Членове на UNDG
- UNDP - Програма на ООН за развитие
- UNICEF - Детски фонд на обединените нации
- UNFPA - Фонд на ООН за населението
- WFP - Световна продоволствена програма
- OHCHR - Служба на Върховния комисар за правата на човека
- UNOPS - Служба за проектни услуги към ООН
- UNAIDS - Съвместна програма на ООН за ХИВ / СПИН
- UN-HABITAT - Програма за населените места към ООН
- UNODC - Служба на ООН по наркотиците и престъпността
- WHO - Световна здравна организация
- DESA - Департамент по икономически и социални въпроси на ООН
- IFAD - Международен фонд за развитие на селското стопанство
- UNCTAD - Конференция на ООН за търговия и развитие
- UNESCO - Организация на обединените нации за образование, наука и култура
- FAO - Организация по прехрана и земеделие
- UNIDO - Организация на ООН за промишлено развитие
- ILO - Международна организация на труда
- OHRLLS - Служба за най-слабо развитите страни (развиващи се страни без излаз на море и малки развиващи се островни страни)
- SRSG/CAC - Специален представител на генералния секретар за децата и въоръжените конфликти
- UNEP - Програма за околната среда към ООН
- UNHCR - Върховен комисариат на ООН за бежанците
- OSAA - Служба на заместник-генералния секретар
- UNWTO - Световна организация по туризъм
- WMO - Световната метеорологична организация
- ITU - Международен съюз по телекомуникации
- IOM - Международна организация за миграция

## Наблюдатели
- Световна банка
- UNFIP – Фонд за международни партньорства към ООН
- OCHA – Сужба по координация по хуманитарните въпроси
- UNDPI - Департамент по обществена информация към ООН
- Говорител на генералния секретар
- Директор, Служба на заместник-генералния секретар

## Организация

### Ръководство
Програмата за икономически и социален съвет към ООН и Общото събрание на ООН осигуряват надзор и мандатите на UNDG. UNDG се наблюдава от Икономическия и финансов комитет (втори комитет) на Общото събрание. UNDG предоставя доклади пред Общото събрание като например Изчерпателен статистически анализ за финансирането на оперативните дейности за развитие на системата на ООН за 2006 година и Изчерпателен статистически анализ за финансиране на оперативните дейности за развитие на системата на ООН за 2007 година.
Председателят на UNDG е администратор на UNDP. От основаването на UNDG председатели са:
- Джеймс Спет – 1997- 1999
- Mарк Браун – 1999-2005
- Кемал Дервиш – 2005-2009
- Хелен Кларк – 2009-

### Изпълнителен комитет
Изпълнителният комитет включва четири учредители агенции – UNDP, UNFPA, UNICEF и Световната програма по храните (Върховният комисар за правата на човека е по право член на Комитета).

### Консултативна група на UNDG
Под ръководството на Кемал Дервиш е създадена Консултативната група, която осигурява на UNDG Стол със съвети и насоки за управлението на оперативните измерения на UNDG и Постоянен кординатор на системата. През 2009 г. неротационните членове на консултативната група бяха: FAO, ILO, UNDP, UNESCO, UNFPA, UNICEF, UNHCR, WFP, WHO и UNIDO. Ротационните членове (за период от 1 година, считано от 1 авфуст 2009 г.) бяха: UNAIDS, DESA и Икономическата комисия на Европа (представляваща всичките пет Регионални комисии).

### Координиране на развитието
Сужбата по координиране на развитието към ООН е ключов компонент в рамките на UNDG, който чрез насърчаване на социално-икономическия прогрес осигурява подкрепа. През 1997 г. ключова част от формирането UNDG е обединяване на системата на ООН и подобряване качеството на помощта за развитие. Координацията води до по-голяма подкрепа от ООН относно националните планове и приоритети, прави операциите по-ефективни, намалява трансакционните разходи за правителствата и в крайна сметка помага на хората да постигнат Целите на хилядолетието (Millennium Development Goals) и други международно договорени цели за развитие.